# TV Celje
TV Celje je slovenska lokalna televizijska postaja s sedežem v Celju. Leta 1990 sta jo ustanovila Ivan Pfeifer in Janko Šopar, prvi je tudi trenutni večinski lastnik. Z oddajanjem programa je pričela leta 1994 preko kabelsko-razdelilnega sistema Elektro Turnšek. Trenutno oddaja v različnih kabelskih omrežjih in pri IPTV ponudnikih. Spremljajo jo lahko gledalci v širši Savinjski regiji, večjem delu Koroške, Zasavja, Kozjanskega, Grosupljega, Novega mesta in delu Ljubljane. Leta 2001 je TV Celje pričela delovati s popolnoma digitalno snemalno in predvajalno opremo. Sedež televizije je v bivši poslovni stavbi podjetja EMO na Mariborski cesti v Celju.
Dnevno ustvarijo okrog 7 ur programa (večinoma lastne produkcije).

## Program
Na področju informativnega programa je televizija aktivna z lastno dnevno-informativno oddajo Dogodki dneva, ki traja približno 20 minut. Pomembnejše oddaje so še Vi sprašujete - župan odgovarja, ki v okviru informativnega programa ob ponedeljkih omogoča, da gledalci preko telefonov županom savinjske regije (ki so tudi gostje same oddaje) zastavljajo vprašanja, informativna oddaja Tedenska izdaja, ki je namenjena reportažam o najodmevnejših dogodkih v regiji, predstavlja različne humanitarne organizacije (Rdeči križ, Karitas, Zavod VIR, CRI, Zavod Golovec), dejavnosti društev in opozarja na preventivne dejavnosti v okviru različnih akcij, tedenski pregled dogodkov s Celjskega v informativni oddaji Tedenski utrip regije, neposredni prenosi sej celjskega mestnega sveta ter posnetkih sej določenih drugih občinskih svetov.
Delo in prireditve kulturnih ustanov in društev iz Celja in okolice je zajeto v kulturno – umetniški oddaji Minute za kulturo. V njej so izpostavljeni tudi najpomembnejši kulturni dogodki v savinjski regiji.
TV Celje predvaja tudi domače in nekatere tuje tekme rokometašev RK Celje Pivovarna Laško, rokometašic RK Žalec in Celjske mesnine, košarkarjev KK Pivovarna Laško, Alpos Šentjur in Elektra Šoštanj, KK Merkur, atletov in atletinj AK Kladivar, judoistk in judoistov JK Sankaku v posnetkih ali neposrednih prenosih. Pripravljajo tudi športni oddaji Tretji polčas in Celjski športni vikend. V prvi so na sporedu reportaže o najzanimivejših športnih tekmah, v njej gostijo najodmevnejše športno ime tedna ter napovedujejo športne dogodke, ki se bodo zgodili v času vikenda. Druga pa je namenjena reportažam in posnetkom tekem s Savinjskega, ki se odigrajo v petek in soboto.
V okviru izobraževalnega oziroma svetovalnega programa pripravljajo oddajo Ordinacija o temah in aktualnih dogodkih v slovenskem zdravstvu.
Kulturno-zabavni program je v programski shemi zastopan z oddajo z narodnozabavnimi glasbenimi gosti, v kateri skrbijo za ohranjanje etnološke in kulturne dediščine z naslovom V nedeljo pod lipo.
Že od začetkov programa TV Celje je zastopan tudi zabavni program. Vsak teden pripravijo lastno oddajo o narodnozabavni glasbi Četrtkova podoknica ter oddajo o slovenski zabavni glasbi Top Music.
Televizija Celje je bila skozi čas za svoje delo in doprinos v lokalni skupnosti in širše odlikovana z več diplomami in pohvalami. Poleg osnovne dejavnosti – televizijskega programa sodelujejo pri pripravi in organizaciji različnih prireditev. Med njimi so izbor najboljših športnikov in športnih kolektivov v Mestni občini Celje, maraton državnost, koncerti, javne glasbene oddaje Šumijo gozdovi domači, v letih 2006 in 2007 pa so uspešno izpeljali tudi humanitarno akcijo za Splošno bolnišnico Celje, v kateri so zbrali 4.200 €.